# Tom Danielson
Tom Danielson, all'anagrafe Thomas Danielson (East Lyme, 13 marzo 1978), è un ex ciclista su strada statunitense, professionista dal 2002 al 2015.

## Carriera
Professionista dal 2002, Danielson si è rivelato essere un passista-scalatore di buon livello, in grado di competere per le prime dieci posizioni nelle grandi corse a tappe. È riuscito per tre volte ad entrare nella top 10 finale della Vuelta a España, mentre nel Tour de France 2011 è giunto all'ottavo posto finale. Nel 2012, dopo aver ammesso di aver fatto uso di sostanze dopanti all'epoca della sua militanza nella Discovery Channel di Lance Armstrong, è stato squalificato dalla USADA dal 1º settembre 2012 al 1º marzo 2013, perdendo inoltre tutti i risultati sportivi conseguiti dal 1º marzo 2005 al 23 settembre 2006.
Nel 2015 risulta positivo a un controllo fuori competizione del 9 luglio; successivamente viene squalificato per quattro anni, fino al 3 agosto 2019, dalla USADA.
In carriera ha colto una trentina di vittorie, la maggioranza delle quali in corse minori negli Stati Uniti.

## Palmarès
- 2002 (Mercury Cycling Team)

5ª tappa Tour of Qinghai Lake
8ª tappa Tour of Qinghai Lake
Classifica generale Tour of Qinghai Lake
tappa Estes Challenge Colorado
tappa Estes Challenge Colorado
tappa Estes Challenge Colorado
Classifica generale Estes Challenge Colorado
tappa Tour de Los Alamos
tappa Tour de Los Alamos
Classifica generale Tour de Los Alamos
Mount Washington Hillclimb
- 2003 (Saturn Cycling Team)

Mount Washington Hillclimb
Classifica generale Tour de Langkawi
1ª tappa Pomona Valley Stage Race
Classifica generale Pomona Valley Stage Race
Superior Road Race
5ª tappa Redlands Bicycle Classic
Iron Horse Classic
2ª tappa Nature Valley Grand Prix
2ª tappa Cascade Classic
Classifica generale Cascade Classic
Classifica generale Tour de Toona
- 2004 (Fassa Bortolo)

Bob Cook Memorial
- 2005 (Discovery Channel Pro Cycling Team)

5ª tappa Tour de Georgia
Classifica generale Tour de Georgia
- 2006 (Discovery Channel Pro Cycling Team)

5ª tappa Tour de Georgia
Classifica generale Österreich-Rundfahrt
- 2012 (Team Garmin-Barracuda/Garmin-Sharp)

3ª tappa USA Pro Cycling Challenge (Gunnison > Aspen)
- 2013 (Garmin-Sharp)

Classifica generale Tour of Utah
- 2014 (Garmin-Sharp)

4ª tappa Tour of Utah (Ogden > Powder Mountain)
Classifica generale Tour of Utah

### Altri successi
- 2011 (Team Garmin-Cervélo)

2ª tappa Tour de France (Les Essarts, cronosquadre)
- 2012 (Garmin-Sharp)

2ª tappa Tour of Utah (cronosquadre, Miller Motorsports Park)
- 2015 (Team Cannondale-Garmin)

Classifica scalatori Volta Ciclista a Catalunya

## Piazzamenti

### Grandi Giri
- Giro d'Italia

2005: ritirato (9ª tappa)
2006: non partito (20ª tappa)
2009: 78º
2013: 49º
2015: ritirato (15ª tappa)
- Tour de France

2011: 8º
2012: ritirato (6ª tappa)
2013: 60º
- Vuelta a España

2005: 8º revocato
2006: 6º revocato
2007: ritirato (1ª tappa)
2009: ritirato (18ª tappa)
2010: 8º

### Competizioni mondiali
- Campionati del mondo

Verona 2004 - Cronometro Elite: 35º
Verona 2004 - In linea Elite: ritirato
Mendrisio 2009 - Cronometro Elite: 23º
Mendrisio 2009 - In linea Elite: ritirato